# Wissenschaftlicher Beirat beim Bundesministerium der Finanzen
Der Wissenschaftliche Beirat beim Bundesministerium der Finanzen wurde am 8. Februar 1949 als Wissenschaftlicher Beirat der Verwaltung für Finanzen des Vereinigten Wirtschaftsgebiets begründet. 1950 erfolgte die Umbenennung auf die noch heute verwendete Bezeichnung. Erster Vorsitzender war Fritz Terhalle, der bis 1962 Mitglied blieb. Der Beirat ist am Hauptsitz des Bundesministeriums der Finanzen, Wilhelmstrasse 97, Berlin angesiedelt.

## Aufgaben
Der Beirat berät das Bundesministerium der Finanzen durch die regelmäßige Veröffentlichung von Gutachten und Stellungnahmen. In den letzten Jahren hat der Beirat unter anderem Stellung genommen zur Finanzierbarkeit eines bedingungslosen Grundeinkommens, zu Grünen Staatsanleihen, zu konjunkturpolitischen Maßnahmen in der Coronakrise und zur Verbesserung der Dateninfrastruktur für die Steuerpolitik.
Nach der Satzung des Beirates ist er zu politischer Unabhängigkeit verpflichtet. Das Bundesministerium selbst betrachtet den Beirat als „wissenschaftliches Gewissen“ seiner Arbeit.

## Aktuelle Mitglieder
(Stand: August 2024)
- Vorsitzender: Jörg Rocholl
- Stellvertretender Vorsitzender: Alfons Weichenrieder
- Klaus Adam
- Thiess Büttner
- Lars Feld
- Clemens Fuest
- Klaus-Dirk Henke
- Joachim Hennrichs
- Johanna Hey
- Bernd Huber
- Martin Jacob
- Kai A. Konrad
- Jan Pieter Krahnen
- Dominika Langenmayr
- Andreas Peichl
- Helga Pollak
- Wolfram F. Richter
- Nadine Riedel
- Ronnie Schöb
- Almuth Scholl
- Ulrich Schreiber
- Christoph Spengel
- Marcel Thum
- Christoph Trebesch
- Christian Waldhoff
- Dietmar Wellisch
- Volker Wieland
- Berthold U. Wigger
- Horst Zimmermann

## Ehemalige Vorsitzende
- 1950–1959 Fritz Terhalle
- 1960–1965 Horst Jecht
- 1966–1975 Fritz Neumark
- 1976–1981 Herbert Timm
- 1982–1985 Konrad Littmann
- 1986–1990 Kurt Schmidt
- 1991–1994 Dieter Pohmer
- 1995–1998 Gerold Krause-Junk
- 1999–2002 Helga Pollak
- 2003–2006 Heinz Grossekettler
- 2007–2010 Clemens Fuest
- 2011–2014 Kai A. Konrad
- 2015–2018 Thiess Büttner

## Ehemalige Mitglieder
- Viktor Agartz (1950–1956)
- Willi Albers (1960–1998)
- Norbert Andel (1976–2004)
- Carl Boettcher (1950–1963)
- Ottmar Bühler (1950–1965)
- Dieter Brümmerhoff (1994–2022)
- Wilhelmine Dreißig (1966–1985)
- Werner Ehrlicher (1962–2012)
- Nicola Fuchs-Schündeln (2011–2021)
- Otto Gandenberger (1970–2005)
- Georg Gast (1950–1968)
- Harald Gerfin (1950–1954)
- Wilhelm Gerloff (1950–1954)
- Heinz Grossekettler (1989–2019)
- Karl Häuser (1969–2000)
- Heinz Haller (1955–2004)
- Karl-Heinrich Hansmeyer (1976–2007)
- Alfred Hartmann (1962–1967)
- Karl Hax (1954–1975)
- Günter Hedtkamp (1970–2018)
- Karl Maria Hettlage (1954–1988)
- Stefan Homburg (1996–2003)
- Walter Hübschmann (1950–1966)
- Viktor Agartz (1950–1956)
- Horst Jecht (1950–1965)
- Friedrich Klein (1949–1974)
- Gerold Krause-Junk (1972–2020)
- Konrad Littmann (1962–1993)
- Fritz Neumark (1950–1991)
- Alois Oberhauser (1968–2021)
- Heinz Paulinck (1966–1983)
- Rolf Peffekoven (1973–2019)
- Dieter Pohmer (1962–2013)
- Hand Ritschl (1950–1975)
- Kerstin Roeder (2017–2021)
- Kurt Schmidt (1968–2005)
- Günter Schmölders (1950–1975)
- Helmut Schneider (1984–2005)
- Wolfgang Schön (2003–2006)
- Paul Senf (1960–1983)
- Hartmut Söhn (1985–2020)
- Rudolf Stucken (1950–1975)
- Fritz Terhalle (1950–1962)
- Herbert Timm (1955–1987)
- Gerhard Weisser (1950–1953)
- Wolfgang Wiegard (1990–2021)
- Gerhard Zeitel (1966–1991)

Quelle: